# 前田直哉
前田 直哉（まえだ なおや、1971年4月18日 - ）は、日本プロ麻雀連盟所属のプロ雀士。団体内での段位は八段(2022年現在)。

## 来歴
静岡県浜松市出身。中学の頃に麻雀に出会い、高校、大学と麻雀漬けの生活を送る。大学卒業後に一般企業に入社するも、「麻雀プロ相手に力試しをしたい」という気持ちが芽生え、会社を一旦辞めて2000年に日本プロ麻雀連盟のプロテストに合格し（第17期）、プロ雀士となった上で別の一般企業に入社する。
入会後リーグ戦で優勝を重ね順調に昇級するも、王位戦決勝で2着、チャンピオンズリーグ（現：JPML WRCリーグ）決勝でもまくられて2着とあと一歩でタイトルに届かない時期を過ごすも、2014年の第4期麻雀グランプリMAXを逆転で制し、ようやく初タイトルを獲得。
2015年、団体最高位タイトルである第31期鳳凰戦決勝（鳳凰位決定戦）に進み、最終日の前年覇者の藤崎智の猛追を振り切って初の鳳凰位を獲得。団体タイトルホルダーとして同年の麻雀最強戦ファイナル進出を決め、決勝卓でも鈴木たろう・柴田吉和・近藤誠一相手に完勝して最強位に輝く。

## 雀風・人物
- 雀風は、自分では「一言でいうとバランス型。基本は明らかに守備寄り」とのこと[4]。ただし、「鋼鉄の岩」と形容されるほど守備の堅さに定評があり[3]、麻雀格闘倶楽部における異名は「ダイヤモンド・ロック」となっている。
- 高打点を意識した打法にも定評があり、「大陸間弾道ミサイル打法」等の異名がつく[8]。
- 「チームちっちゃい」所属。
- トッププロになってからも会社勤務を継続しており[3]、対局以外のプロ雀士としての活動は解説と原稿程度に限られ、ゲストも多くは断らざるを得ないとのこと[4]。
- 趣味は料理で、誘われなければ必ず家で料理を作るとのこと[4]。腕前も高く、時折凝った料理を作った際にはXに写真をポストしている。麻雀最強戦のYouTubeチャンネルでも料理を披露している[9]。
- 普段は物腰柔らかく飄々とした雰囲気だが、対局時になると表情が引き締まり一気に勝負師の顔に変わる。黒沢咲曰く「牌を握ると別人になる」。
- 2024年末に行われた「麻雀格闘倶楽部 第7回プロNo.1決定戦」決勝で、2着目の岡田紗佳に15100点差をつけてトップ目でオーラスを迎えたが、62900点差の3着目だった佐々木寿人が岡田から四暗刻単騎(MFCルールで行われた為ダブル役満扱い)を和了った結果、土壇場で佐々木に優勝をさらわれるという珍事に見舞われた[10]。
- 初出場したMトーナメント20251stステージF卓2回戦オーラスでは、飯田雅貴の逆転条件が「跳満ツモ」「前田から倍満直撃」「松ヶ瀬隆弥から満貫直撃」となった場面で、飯田の手組みが跳満止まりと読んだ前田は敢えて飯田の当たり牌で松ヶ瀬への安全牌である赤五萬を捨て、リーチをしていた飯田の和了り見逃しを誘い勝ち抜けるという妙技を見せた[11][12]。

## 獲得タイトル
- 鳳凰位 1期（第31期）
- 麻雀グランプリMAX 1期（第4期）
- 最強位 1期（2015年）